# Jaguar (microarquitectura)
La AMD Jaguar Familia 16h es una microarquitectura de bajo consumo diseñada por AMD. Se utiliza en las APU que suceden a la microarquitectura de la familia Bobcat en 2013 y a la arquitectura Puma de AMD en 2014. Es superescalar bidireccional y capaz de ejecución fuera de orden. Se utiliza en la unidad comercial semipersonalizada de AMD como un diseño para procesadores personalizados y AMD lo utiliza en cuatro familias de productos: Kabini para portátiles y mini-PC, Temash para tabletas, Kyoto para microservidores y G- Serie dirigida a aplicaciones embebidas. Tanto PlayStation 4 como Xbox One utilizan chips basados en la microarquitectura Jaguar, con GPU más potentes que las que vende AMD en sus propias APU Jaguar disponibles comercialmente.

## Diseño

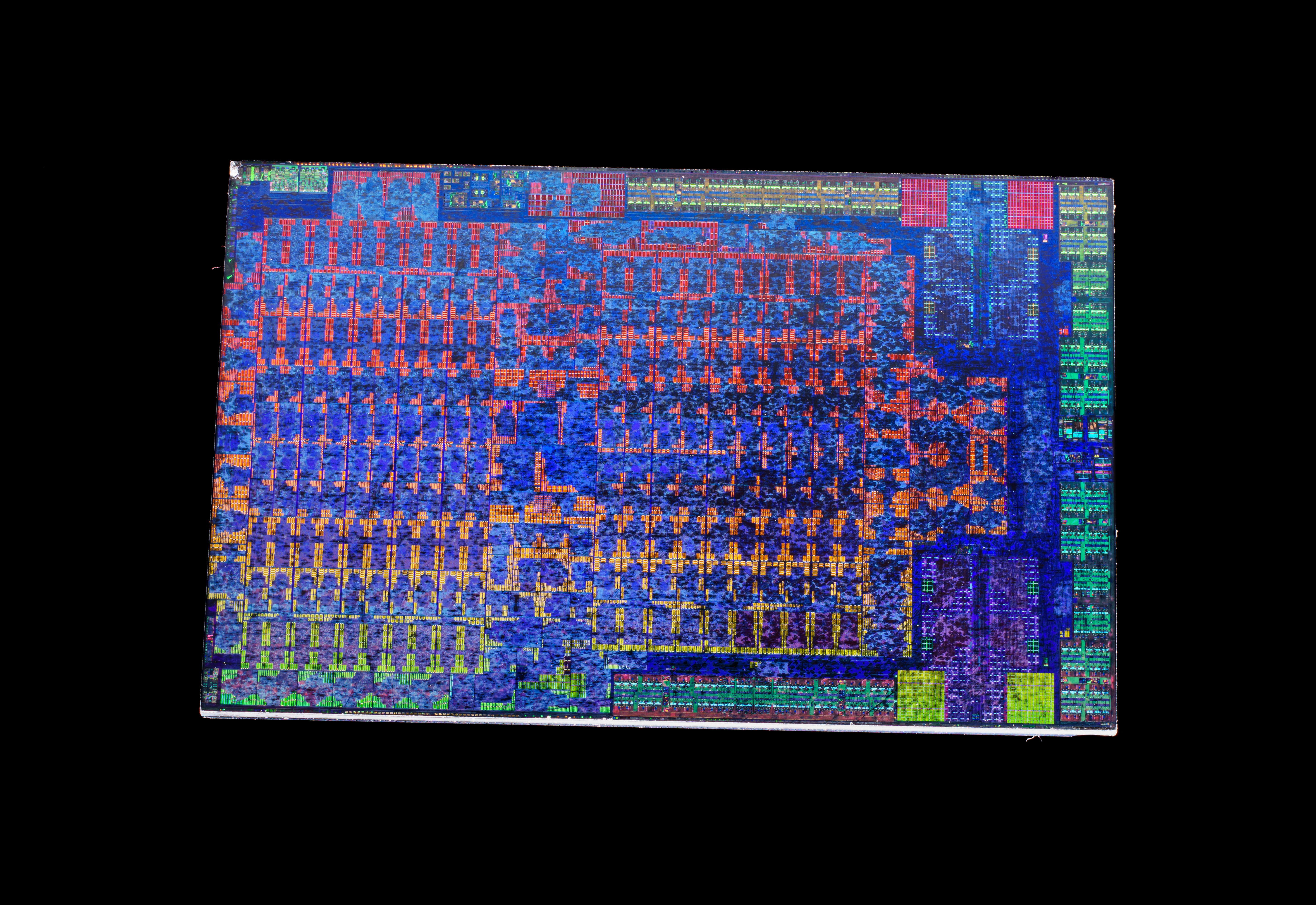
Jaguar Polaris de 16nm de PlayStation 4 Pro

- Instrucción de 32 KiB + 32 KiB de datos Caché L1 por núcleo, caché L1 incluye detección de errores de paridad
- Caché L2 unificada de 16 vías, 1-2 MiB compartida por dos o cuatro núcleos, la caché L2 está protegida contra errores mediante el uso de código de corrección de errores
- Ejecución fuera de orden y ejecución especulativa
- Controlador de memoria integrado
- Ejecución de enteros bidireccional
- Ejecución bidireccional de punto flotante de 128 bits de ancho y entero empaquetado
- Divisor de hardware entero
- Los procesadores de consumo admiten dos DIMM DDR3L en un canal a frecuencias de hasta 1600 MHz[3]
- Los procesadores de servidor admiten dos DIMM DDR3 en un canal a frecuencias de hasta 1600 MHz con ECC[4]
- Como SoC (no solo APU) integra el concentrador del controlador Fusion
- Jaguar no cuenta con subprocesos múltiples en clúster (CMT), lo que significa que los recursos de ejecución no se comparten entre los núcleos.

### Soporte de conjunto de instrucciones
El núcleo de Jaguar es compatible con los siguientes conjuntos de instrucciones e instrucciones: MMX, SSE, SSE2, SSE3, SSSE3, SSE4a, SSE4.1, SSE4.2, AVX, F16C, CLMUL, AES, BMI1, MOVBE (instrucción Move Big-Endian ), XSAVE/XSAVEOPT, ABM (POPCNT/LZCNT) y AMD-V.

## Mejoras sobre Bobcat
- Aumento de más del 10% en la frecuencia del reloj[5]
- Más del 15 % de mejora en las instrucciones por reloj (IPC)[5]
- Se agregó soporte para SSE4.1, SSE4.2, AES, CLMUL, MOVBE, AVX, F16C, BMI1[5]
- Hasta cuatro núcleos de CPU
- La caché L2 se comparte entre núcleos
- El ancho de la ruta de datos de FPU aumentó a 128 bits[5]
- Divisor de enteros de hardware agregado
- Precapturadores de caché mejorados
- Ancho de bya duplicado de unidades de almacenamiento de carga
- Estados de bajo consumo C6 y CC6 con menor latencia de entrada y salida[5]
- Más pequeño, 3.1 mm2  de área por núcleo
- Concentrador de controlador Fusion integrado (FCH)
- Video Coding Engine

## Procesadores

### Consolas
| Chip (Dispositivo)    | Fecha de lazamiento | Fab   | Tamaño del chip (mm2) | CPU                  | CPU                         | CPU         | CPU      | GPU           | GPU                | GPU         | GPU    | GPU                               | GPU                               | GPU                                                    | Memoria | Memoria              | Memoria             | Almacenamiento                                                         | Soporte de API                     | Características especiales                       | Características especiales |
| Chip (Dispositivo)    | Fecha de lazamiento | Fab   | Tamaño del chip (mm2) | Arquitectura         | Núcleos                     | Reloj (GHz) | Caché L2 | Arquitectura  | Config. del núcleo | Reloj (MHz) | GFLOPS | Tasa de relleno de píxeles (GP/s) | Tasa de relleno de textura (GT/s) | Otros                                                  | Tamaño  | Tipo y ancho del bus | Ancho de bya (GB/s) | Almacenamiento                                                         | Soporte de API                     | Audio                                            | Otros |
| --------------------- | ------------------- | ----- | --------------------- | -------------------- | --------------------------- | ----------- | -------- | ------------- | ------------------ | ----------- | ------ | --------------------------------- | --------------------------------- | ------------------------------------------------------ | ------- | -------------------- | ------------------- | ---------------------------------------------------------------------- | ---------------------------------- | ------------------------------------------------ | --- |
| Liverpool (PS4)       | 2013 de Nov de 15   | 28 nm | 348                   | Jaguar               | 2 modules with 4 cores each | 1.6         | 2× 2 MiB | GCN 2         | 1152:72:32 18 CU   | 800         | 1843   | 25.6                              | 57.6                              | 8 ACEs                                                 | 8 GiB   | GDDR5 256-bit        | 176                 | 3DBD/DVD 1× 2.5" SATA hard drive Easily replaceable hard drive USB 3.0 | OpenGL 4.2, GNM, GNMX y PSSL       | Dolby Atmos (BD) S/PDIF                          | PS VR Módulos adicionales de PS4 HDR10 (excepto discos) CCA Sensor de infrarrojos opcional                                                                          |
| Durango (Xbox One)    | 2013 de Nov de 15   | 28 nm | 363                   | Jaguar               | 2 modules with 4 cores each | 1.75        | 2× 2 MiB | GCN 2         | 768:48:16 12 CU    | 853         | 1310   | 13.6                              | 40.9                              | 2 ACEs                                                 | 32 MiB  | ESRAM                | 204                 | 3DBD/DVD/CD 1× 2.5" SATA hard drive USB 3.0                            | Direct3D 11.2 y 12                 | Fully Dolby Atmos, DTS:X, y Windows Sonic S/PDIF | Módulos adicionales de Xbox One FreeSync (1) HDMI 1.4 a través Sensor IR y puerto de salida IR Cerradura Kensington                                                 |
| Durango (Xbox One)    | 2013 de Nov de 15   | 28 nm | 363                   | Jaguar               | 2 modules with 4 cores each | 1.75        | 2× 2 MiB | GCN 2         | 768:48:16 12 CU    | 853         | 1310   | 13.6                              | 40.9                              | 2 ACEs                                                 | 8 GiB   | DDR3 256-bit         | 68                  | 3DBD/DVD/CD 1× 2.5" SATA hard drive USB 3.0                            | Direct3D 11.2 y 12                 | Fully Dolby Atmos, DTS:X, y Windows Sonic S/PDIF | Módulos adicionales de Xbox One FreeSync (1) HDMI 1.4 a través Sensor IR y puerto de salida IR Cerradura Kensington                                                 |
| Edmonton (Xbox One S) | 2016 de Jun de 13   | 16 nm | 240                   | Jaguar               | 2 modules with 4 cores each | 1.75        | 2× 2 MiB | GCN 2         | 768:48:16 12 CU    | 914         | 1404   | 14.6                              | 43.9                              | 2 ACEs                                                 | 32 MiB  | ESRAM                | 219                 | 4KBD/3DBD/DVD/CD 1× 2.5" SATA hard drive USB 3.0                       | Direct3D 11.2 y 12                 | Fully Dolby Atmos, DTS:X, y Windows Sonic S/PDIF | Módulos adicionales de Xbox One S Totalmente HDR10 Dolby Vision (streaming) FreeSync (1 y 2) HDMI 1.4 a través Sensor IR y puerto de salida IR cerradura Kensington |
| Edmonton (Xbox One S) | 2016 de Jun de 13   | 16 nm | 240                   | Jaguar               | 2 modules with 4 cores each | 1.75        | 2× 2 MiB | GCN 2         | 768:48:16 12 CU    | 914         | 1404   | 14.6                              | 43.9                              | 2 ACEs                                                 | 8 GiB   | DDR3 256-bit         | 68                  | 4KBD/3DBD/DVD/CD 1× 2.5" SATA hard drive USB 3.0                       | Direct3D 11.2 y 12                 | Fully Dolby Atmos, DTS:X, y Windows Sonic S/PDIF | Módulos adicionales de Xbox One S Totalmente HDR10 Dolby Vision (streaming) FreeSync (1 y 2) HDMI 1.4 a través Sensor IR y puerto de salida IR cerradura Kensington |
| Liverpool? (PS4 Slim) | 2016 de Sept de 13  | 16 nm | 208                   | Jaguar               | 2 modules with 4 cores each | 1.6         | 2× 2 MiB | GCN 2         | 1152:72:32 18 CU   | 800         | 1843   | 25.6                              | 57.6                              | 8 ACEs                                                 | 8 GiB   | GDDR5 256-bit        | 176                 | 3DBD/DVD 1× 2.5" SATA hard drive Easily replaceable hard drive USB 3.0 | OpenGL 4.2, GNM, GNMX y PSSL       | Dolby Atmos (BD)                                 | PS VR Módulos adicionales de PS4 Slim HDR10 (excepto discos) CCA Sensor de infrarrojos opcional                                                                     |
| Neo (PS4 Pro)         | 2016 de Nov de 10   | 16 nm | 325                   | Jaguar               | 2 modules with 4 cores each | 2.13        | 2× 2 MiB | GCN 4 Polaris | 2304:144:32 36 CU  | 911         | 4198   | 58.3                              | 131.2                             | 4 ACEs y 2 HWS Double-rate FP16 checkerboard rendering | 8 GiB   | GDDR5 256-bit        | 218                 | 3DBD/DVD 1× 2.5" SATA hard drive Easily replaceable hard drive USB 3.0 | OpenGL 4.2 (4.5), GNM, GNMX y PSSL | Dolby Atmos (BD) S/PDIF                          | PS VR Módulos adicionales de PS4 Pro HDR10 (excepto discos) Hasta 4K a 60 Hz CCA Sensor de infrarrojos opcional                                                     |
| Neo (PS4 Pro)         | 2016 de Nov de 10   | 16 nm | 325                   | Jaguar               | 2 modules with 4 cores each | 2.13        | 2× 2 MiB | GCN 4 Polaris | 2304:144:32 36 CU  | 911         | 4198   | 58.3                              | 131.2                             | 4 ACEs y 2 HWS Double-rate FP16 checkerboard rendering | 1 GiB   | DDR3                 | ?                   | 3DBD/DVD 1× 2.5" SATA hard drive Easily replaceable hard drive USB 3.0 | OpenGL 4.2 (4.5), GNM, GNMX y PSSL | Dolby Atmos (BD) S/PDIF                          | PS VR Módulos adicionales de PS4 Pro HDR10 (excepto discos) Hasta 4K a 60 Hz CCA Sensor de infrarrojos opcional                                                     |
| Scorpio (Xbox One X)  | 2017 de Nov de 7    | 16 nm | 359                   | Jaguar Personalizado | 2 modules with 4 cores each | 2.3         | 2× 2 MiB | GCN 4 Polaris | 2560:160:32 40 CU  | 1172        | 6001   | 37.5                              | 187.5                             | 4 ACEs y 2 HWS                                         | 12 GiB  | GDDR5 384-bit        | 326                 | 4KBD/3DBD/DVD/CD 1× 2.5" SATA hard drive USB 3.0                       | Direct3D 11.2 y 12                 | Fully Dolby Atmos, DTS:X, y Windows Sonic S/PDIF | Módulos adicionales de Xbox One X Totalmente HDR10 Dolby Vision (transmisión) FreeSync (1 y 2) Hasta 4K a 60 Hz HDMI 1.4b a través Sensor IR y puerto de salida IR  |

### Escritorio
SoC que utilizan Socket AM1:
| Modelo       | CPU     | CPU         | CPU           | GPU       | GPU                                                                                                 | GPU         | TDP (W) | Velocidad de memoria DDR3 | Zócalo |
| Modelo       | Núcleos | Freq. (GHz) | Caché L2 (MB) | Modelo    | Núcleos (Sombreadores unificados: Unidades de mapeo de texturas: Unidades de salida de renderizado) | Freq. (MHz) | TDP (W) | Velocidad de memoria DDR3 | Zócalo |
| ------------ | ------- | ----------- | ------------- | --------- | --------------------------------------------------------------------------------------------------- | ----------- | ------- | ------------------------- | ------ |
| Athlon 5370  | 4       | 2.2         | 2             | Radeon R3 | 128:8:4                                                                                             | 600         | 25      | 1600                      | AM1    |
| Athlon 5350  | 4       | 2.05        | 2             | Radeon R3 | 128:8:4                                                                                             | 600         | 25      | 1600                      | AM1    |
| Athlon 5150  | 4       | 1.6         | 2             | Radeon R3 | 128:8:4                                                                                             | 600         | 25      | 1600                      | AM1    |
| Sempron 3850 | 4       | 1.3         | 2             | Radeon R3 | 128:8:4                                                                                             | 450         | 25      | 1600                      | AM1    |
| Sempron 2650 | 2       | 1.45        | 1             | Radeon R3 | 128:8:4                                                                                             | 400         | 25      | 1333                      | AM1    |

### Escritorio/Móvil (28 nm)
| Segmento objetivo   | Modelo  | CPU     | CPU         | CPU         | CPU           | GPU     | GPU     | GPU         | GPU         | TDP (W) | Memoria DDR3 | Turbo Core |
| Segmento objetivo   | Modelo  | Núcleos | Freq. (GHz) | Turbo (GHz) | Caché L2 (MB) | Modelo  | Config. | Freq. (MHz) | Turbo (MHz) | TDP (W) | Memoria DDR3 | Turbo Core |
| ------------------- | ------- | ------- | ----------- | ----------- | ------------- | ------- | ------- | ----------- | ----------- | ------- | ------------ | ---------- |
| Notebooks /Mini-PCs | A6-5200 | 4       | 2.0         | N/A         | 2             | HD 8400 | 128:8:4 | 600         | N/A         | 25      | (L)1600      | No         |
| Notebooks /Mini-PCs | A4-5100 | 4       | 1.55        | N/A         | 2             | HD 8330 | 128:8:4 | 500         | N/A         | 15      | (L)1600      | No         |
| Notebooks /Mini-PCs | A4-5000 | 4       | 1.50        | N/A         | 2             | HD 8330 | 128:8:4 | 500         | N/A         | 15      | (L)1600      | No         |
| Notebooks           | E2-3000 | 2       | 1.65        | N/A         | 1             | HD 8280 | 128:8:4 | 450         | N/A         | 15      | (L)1600      | No         |
| Notebooks           | E1-2500 | 2       | 1.4         | N/A         | 1             | HD 8240 | 128:8:4 | 400         | N/A         | 15      | (L)1333      | No         |
| Notebooks           | E1-2100 | 2       | 1.0         | N/A         | 1             | HD 8210 | 128:8:4 | 300         | N/A         | 9       | (L)1333      | No         |
| Tabletas            | A6-1450 | 4       | 1.0         | 1.4         | 2             | HD 8250 | 128:8:4 | 300         | 400         | 8       | (L)1066      | Yes        |
| Tabletas            | A4-1350 | 4       | 1.0         | N/A         | 2             | HD 8210 | 128:8:4 | 300         | N/A         | 8       | 1066         | No         |
| Tabletas            | A4-1250 | 2       | 1.0         | N/A         | 1             | HD 8210 | 128:8:4 | 300         | N/A         | 8       | (L)1333      | No         |
| Tabletas            | A4-1200 | 2       | 1.0         | N/A         | 1             | HD 8180 | 128:8:4 | 225         | N/A         | 3.9     | (L)1066      | No         |

### Servidor

#### Serie Opteron X1100 "Kyoto" (28nm)
| Modelo | Step. | CPU     | CPU         | CPU   | CPU            | CPU   | CPU   | Soporte de memoria | TDP (W) | Lanzamiento  | Número de parte | Precio de lanzamiento (USD) |
| Modelo | Step. | Núcleos | Freq. (GHz) | Turbo | Caché L2 (GHz) | Multi | Vcore | Soporte de memoria | TDP (W) | Lanzamiento  | Número de parte | Precio de lanzamiento (USD) |
| ------ | ----- | ------- | ----------- | ----- | -------------- | ----- | ----- | ------------------ | ------- | ------------ | --------------- | --------------------------- |
| X1150  | B0    | 4       | 2.0         | N/A   | 2              |       |       | DDR3               | 17      | Mayo de 2013 | OX1150IPJ44HM   | $64                         |

#### Serie Opteron X2100 "Kyoto" (28nm)
| Modelo | Step. | CPU     | CPU         | CPU         | CPU           | CPU   | CPU   | GPU     | GPU     | GPU         | GPU   | Soporte de memoria DDR3 | TDP (W) | Lanzamiento        | Número de parte | Precio de lanzamiento (USD) |
| Modelo | Step. | Núcleos | Freq. (GHz) | Turbo (GHz) | Caché L2 (MB) | Multi | Vcore | Modelo  | Config. | Freq. (MHz) | Turbo | Soporte de memoria DDR3 | TDP (W) | Lanzamiento        | Número de parte | Precio de lanzamiento (USD) |
| ------ | ----- | ------- | ----------- | ----------- | ------------- | ----- | ----- | ------- | ------- | ----------- | ----- | ----------------------- | ------- | ------------------ | --------------- | --------------------------- |
| X2150  | B0    | 4       | 1.9         | N/A         | 2             |       |       | HD 8400 |         | 800         | N/A   |                         | 22      | Mayo de 2013       | OX2150IAJ44HM   | $99                         |
| X2170  |       | 4       | 2.4         | N/A         | 2             |       |       | HD 8400 |         | 800         | N/A   |                         | 25      | Septiembre de 2016 | OX2170IXJ44JB   |                             |

### Incorporado
| Modelo   | CPU     | CPU         | CPU           | GPU      | GPU     | GPU         | TDP (W) | Velocidad de memoria DDR3 ECC |
| Modelo   | Núcleos | Freq. (GHz) | Caché L2 (MB) | Modelo   | Config. | Freq. (MHz) | TDP (W) | Velocidad de memoria DDR3 ECC |
| -------- | ------- | ----------- | ------------- | -------- | ------- | ----------- | ------- | ----------------------------- |
| GX-420CA | 4       | 2.0         | 2             | HD 8400E | 128:8:4 | 600         | 25      | 1600                          |
| GX-416RA | 4       | 1.6         | 2             | N/A      | N/A     | N/A         | 15      | 1600                          |
| GX-415GA | 4       | 1.5         | 2             | HD 8330E | 128:8:4 | 500         | 15      | 1600                          |
| GX-412TC | 4       | 1.0         | 2             | N/A      | N/A     | N/A         | 6       | 1333                          |
| GX-411GA | 4       | 1.1         | 2             | HD 8210E | 128:8:4 | 300         | 15      | 1600                          |
| GX-217GA | 2       | 1.65        | 1             | HD 8280E | 128:8:4 | 450         | 15      | 1600                          |
| GX-210HA | 2       | 1.0         | 1             | HD 8210E | 128:8:4 | 300         | 9       | 1333                          |
| GX-210JA | 2       | 1.0         | 1             | HD 8180E | 128:8:4 | 225         | 6       | 1066                          |

## Derivado y sucesor de Jaguar
En 2017 se anunció un derivado de la microarquitectura Jaguar en la APU de la revisión de Xbox One X de Microsoft para Xbox One. La APU Project Scorpio se describe como un derivado 'personalizado' de la microarquitectura de Jaguar, que utiliza ocho núcleos a 2,3 GHz.
El sucesor de Puma de Jaguar se lanzó en 2014 y estaba dirigido a portátiles y tabletas de nivel de entrada.